# Przeworski
Przeworski là một huyện thuộc tỉnh Podkarpackie của Ba Lan. Huyện có diện tích 698 km². Đến ngày 1 tháng 1 năm 2011, dân số của huyện là 78655 người và mật độ 113 người/km².